# Didos
|  | Aquest article tracta sobre el grup ètnic. Vegeu-ne altres significats a «Tsez (llengua)». |

Els didos són un poble de Daguestan del grup Àvar-Andi-Dido. El formen cinc petites nacionalitats musulmanes íbero-caucàsiques. El nombre total és de poc més de 15.000 (el 1958 s'estimaven en 18.000). Viuen a la part més alta i inaccessible del Daguestan central, prop de la frontera amb Geòrgia. Parles les llengües tsez.
Els cinc grups són:
- Els didos propis (ells mateixos s'anomenen tsez o tsunts) que són uns 7.000 repartits en 36 aüls al curs de l'Ori-Tskalis. Parlen tsez.
- Els bezeta, kapuči, kapčui, beshite, o khwanai, uns 2.000 als auls de Berzeta, Khodjar Khota i Tladal al districte de Tlarata.
- Els khwarshi o kwan, un miler, que viuen en 5 auls al curs superior de l'Ori-Tskalis abans de desaiguar al Koysu d'Andi.
- Els khunzal o gunzal o nakhad, o enzeli o enseba o gunzeb, uns 500 a 4 auls del distriucte de Tlarata al curs superior del riu Koysu d'Àvar.
- Els ginukh, dos o tres-cents.

Els didos foren islamitzats pels àvars i són sunnites xafiïtes. Cada nacionalitat dido parla la seva pròpia llengua (no escrita) del grup àvar-andi-dido de la branca daguestanesa de llengües íbero-caucàsiques; quasi tots parlen també l'àvar.